# Polymethylpenten
Polymethylpenten (Kurzzeichen PMP) ist ein teilkristalliner Thermoplast und gehört zur Gruppe der Polyolefine. Es ist ähnlich wie Polypropylen (PP) aufgebaut, doch sind die Methylgruppen durch Isobutylgruppen ersetzt. Die chemische Beständigkeit ist vergleichbar mit PP, doch besteht Neigung zu Spannungsrissen durch die Einwirkung von Ketonen oder z. B. chlorierten Lösungsmitteln. PMP wurde bereits 1956 von Giulio Natta synthetisiert. 1965 wurde es von der ICI unter der Bezeichnung TPX auf den Markt gebracht und 1973 übernahm Mitsui Petrochemical die Produktion in Japan.

## Eigenschaften
Die Dichte von PMP ist mit 0,83 g·cm−3 die niedrigste aller thermoplastischen Kunststoffe.
PMP zeichnet sich durch eine hohe Transparenz (90 %) aus, die im ultravioletten Bereich höher als bei Glas oder anderen transparenten Kunststoffen ist. Die für einen teilkristallinen Werkstoff ungewöhnlich hohe Transparenz beruht darauf, dass die amorphen und kristallinen Bereiche annähernd den gleichen Brechungsindex besitzen. Der Brechungsindex liegt bei 1,463 und die Oberflächenspannung ist mit 24 mN/m geringer als von einigen Fluorpolymeren. PMP hat eine etwa zehnmal höhere Gasdurchlässigkeit als Polyethylen.

## Darstellung
PMP wird durch Polymerisation mittels Ziegler-Natta-Katalysator aus 4-Methyl-1-penten dargestellt, das zuvor durch Metall-katalytische Dimerisierung von Propen bei hohem Druck und hoher Temperatur erhalten wurde:
Der Kristallisationsgrad beträgt bis zu 65 % in getemperten Proben.

### Beständigkeit gegen Chemikalien
Die chemische Beständigkeit von PMP gegen Säuren und Laugen ist sehr hoch.

## Anwendungen
PMP wird für medizinische und labortechnische Zwecke, Kosmetikbehälter, Haushaltswaren (Mikrowellengeschirr) sowie Schreibwaren verwendet, bei denen Transparenz bei hoher Wärmeformbeständigkeit und/oder geringe Wasseraufnahme gefordert ist.

## Verarbeitung
Die Verarbeitung kann durch Spritzguss, Extrusion oder Blasformen erfolgen. Beim Spritzgießen werden Massetemperaturen zwischen 270 und 300 °C und Werkzeugtemperaturen zwischen 20 und 80 °C empfohlen.